# أميال الغذاء

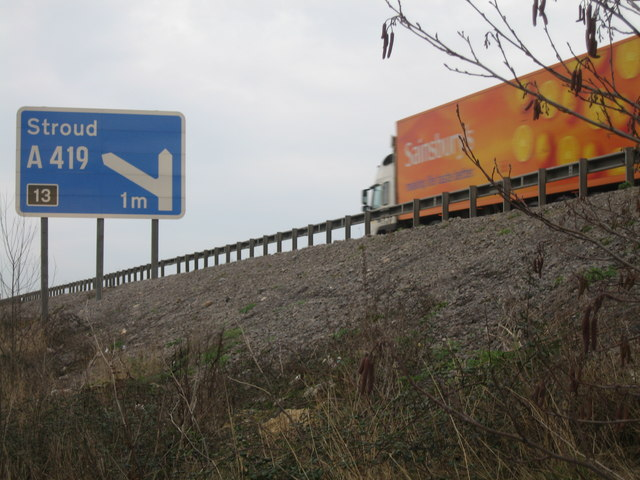
شاحنة تحمل المنتج

الأميال الغذائية هو مصطلح يشير إلى المسافة التي يأخذها نقل الطعام من وقت إنتاجه حتى يصل إلى المستهلك. تعد أميال الطعام أحد العوامل المستخدمة عند تقييم الأثر البيئي للغذاء، بما في ذلك التأثير على ظاهرة الاحتباس الحراري.
نشأ مفهوم الأميال الغذائية في أوائل التسعينات في المملكة المتحدة. قام البروفيسور تيم لانغ بتصويره في تحالف الزراعة المستدامة للأغذية والبيئة (Sustainable Agriculture Food  and Environment - SAFE) وظهر لأول مرة في تقرير «تقرير أميال الغذاء: مخاطر نقل المواد الغذائية لمسافات طويلة»، بحث لأنجيلا باكستون.
يعتقد بعض الباحثين أن زيادة مسافات السفر عن الطعام ترجع إلى عولمة التجارة؛ تركيز قواعد الإمدادات الغذائية إلى مناطق أقل وأكبر؛ تغييرات جذرية في أنماط التسليم؛ الزيادة في الأغذية المجهزة والمعبأة؛ والرحلات الأقل إلى السوبر ماركت. هذه الأمور تنتج جزءًا صغيرًا من انبعاثات الغازات الدفيئة الناتجة عن الغذاء؛ مع 83 ٪ من إجمالي انبعاثات ثاني أكسيد الكربون في مراحل الإنتاج.
تقارن عدة دراسات الانبعاثات على مدار الدورة الغذائية بأكملها، بما في ذلك الإنتاج والاستهلاك والنقل. وتشمل هذه التقديرات من الانبعاثات ذات الصلة بالأغذية من غازات الاحتباس الحراري "حتى باب المزرعة" مقابل "خارج المزرعة|. في المملكة المتحدة، على سبيل المثال، قد تشكل الانبعاثات المرتبطة بالزراعة حوالي 40٪ من السلسلة الغذائية الكلية (بما في ذلك البيع بالتجزئة والتعبئة وتصنيع الأسمدة وعوامل أخرى)، في حين تمثل غازات الاحتباس الحراري المنبعثة في النقل حوالي 12٪ من إجمالي الغذاء انبعاث الضوء. يعمل الباحثون حاليًا على تزويد الجمهور بمزيد من المعلومات.
وقد تم انتقاد مفهوم «أميال الغذائية»،  حيث لم تكن الأميال الغذائية على الدوام مرتبطة بالأثر البيئي الفعلي للإنتاج الغذائي. وبالمقارنة، فإن النسبة المئوية للطاقة الكلية المستخدمة في إعداد الطعام المنزلي تبلغ 26 ٪ وفي معالجة الأغذية 29 ٪، وهي أكبر بكثير من النقل.

## استعراض عام
يمثل مفهوم الأميال الغذائية جزءًا من قضية الاستدامة الأوسع التي تتناول مجموعة كبيرة من القضايا البيئية والاجتماعية والاقتصادية، بما في ذلك الأغذية المحلية.
وقد صاغ هذا المصطلح تيم لانغ (الذي يعمل الآن أستاذًا لسياسة الغذاء، جامعة سيتي، لندن) الذي يقول: «كانت النقطة هي تسليط الضوء على النتائج البيئية والاجتماعية والاقتصادية المخفية لإنتاج الأغذية على المستهلكين بطريقة بسيطة، الهدف الذي كان موضوعيًا في الواقع ولكن أيضًا ذي دلالات». وقد نجمت زيادة المسافة التي قطعتها الأغذية في البلدان المتقدمة عن عولمة تجارة الأغذية، التي زادت بنسبة 4 مرات منذ عام 1961. الغذاء الذي يتم نقله عن طريق البر ينتج المزيد من انبعاثات الكربون أكثر من أي شكل آخر من أشكال الغذاء المنقولة. وينتج النقل البري 60٪ من الانبعاثات الكربونية لنقل الأغذية في العالم. ينتج النقل الجوي 20٪ من انبعاثات الكربون في العالم لنقل الأغذية. تنتج النقل بالسكك الحديدية والبحرية 10٪ من كل انبعاثات الكربون في نقل الغذاء في العالم.
على الرغم من أنه لم يكن المقصود منه أبدًا قياس كامل للتأثير البيئي، فقد استُهدف لإيجاد الأثر البيئي الحقيقي. على سبيل المثال، تضمن تقرير قطاع شئون البيئة والغذاء والزراعة في المملكة المتحدة، الصادر في عام 2005، والذي أجراه باحثون في شركة AEA Technology Environment، تحت عنوان صحة الأميال الغذائية كمؤشر للتنمية المستدامة، نتائج تشير إلى أن «التكاليف البيئية والاجتماعية والاقتصادية المباشرة للنقل الغذائي تزيد على 9 مليارات جنيه إسترليني في العام، ويهيمن عليها الازدحام». ويشير التقرير أيضًا إلى أنه ليس فقط إلى أي مدى سافر الطعام ولكن طريقة السفر في جميع أجزاء السلسلة الغذائية التي يجب أخذها بعين الاعتبار. العديد من رحلات السيارات الشخصية إلى مراكز التسوق سيكون لها تأثير بيئي سلبي مقارنة بنقل عدد قليل من الشاحنات إلى المتاجر المجاورة التي يمكن الوصول إليها بسهولة عن طريق المشي أو ركوب الدراجات. يتم إنشاء المزيد من الانبعاثات من خلال محرك الأقراص إلى السوبر ماركت لشراء المواد الغذائية التي يتم شحنها جوًا من التي تم إنشاؤها بواسطة الشحن الجوي في المقام الأول. أيضًا، قد تتأثر الآثار البيئية الإيجابية للزراعة العضوية من خلال زيادة النقل، إلا إذا تم إنتاجها من قبل المزارع المحلية. تلاحظ شركة كربون ترست أنه من أجل فهم انبعاثات الكربون الناتجة عن إنتاج الغذاء، يجب النظر في جميع عمليات انبعاث الكربون التي تحدث نتيجة الحصول على الغذاء من الحقل إلى أطباقنا، بما في ذلك الإنتاج والأصل والموسمية والرعاية المنزلية.

## ميل الغذاء في العمل
وجدت دراسة حديثة قادها البروفيسور ميجيل غوميز (الاقتصاد التطبيقي والإدارة) في جامعة كورنيل وبدعم من مركز أتكينسون لمستقبل مستدام أنه في كثير من الحالات، كانت سلسلة التوريد في السوبر ماركت أفضل بكثير من حيث الأميال الغذائية واستهلاك الوقود كل جنيه مقارنة بأسواق المزارعين. وتقترح أن بيع الأغذية المحلية من خلال محلات السوبر ماركت قد تكون أكثر قدرة على الاستمرار من الناحية الاقتصادية والاستدامة من أسواق المزارعين

## حساب ميل الغذاء
مع الأغذية المصنعة المصنوعة من العديد من المكونات المختلفة، من المعقد جدًا، إن لم يكن مستحيلًا، حساب انبعاثات ثاني أكسيد الكربون من النقل بضرب المسافة المقطوعة لكل عنصر، من خلال كثافة الكربون في طريقة النقل (الهواء أو الطريق أو سكة حديدية). ومع ذلك، وكما لاحظ كل من البروفيسور لانغ وتقرير Food Miles الأصلي، فإن العدد الناتج - على الرغم من أهميته، لا يمكن أن يعطي الصورة الكاملة لمدى استدامة المنتج الغذائي - أو عدمه -
ونشرت وول مارت صحافة تفيد بأن الطعام المذكور سافر 1500 ميل قبل أن يصل إلى الزبائن. أثارت الإحصاءات المذهلة القلق العام حول ميل الغذاء. وفقًا لجاين بلاك، كاتبة أغذية تغطي سياسات الغذاء، فإن الرقم مستمد من قاعدة بيانات صغيرة. عالجت الأسواق الطرفية البالغ عددها 22 سوقًا والتي جمعت منها البيانات 30٪ من إنتاج الولايات المتحدة.

## نقد

### التجارة العادلة
ووفقًا لباحثي منظمة أوكسفام، هناك العديد من الجوانب الأخرى للتجهيز الزراعي وسلسلة توريد الأغذية التي تساهم أيضًا في انبعاثات غازات الاحتباس الحراري التي لا تؤخذ بعين الاعتبار من خلال قياسات «أميال الغذاء» البسيطة.
هناك فوائد يمكن الحصول عليها من خلال تحسين سبل العيش في البلدان الفقيرة من خلال التنمية الزراعية. يمكن للمزارعين أصحاب الحيازات الصغيرة في البلدان الفقيرة في كثير من الأحيان تحسين دخلهم ومستوى معيشتهم إذا تمكنوا من البيع لأسواق التصدير البعيدة من أجل منتجات البستنة الأعلى قيمة، والابتعاد عن زراعة الكفاف لإنتاج المحاصيل الأساسية للاستهلاك الخاص بهم أو الأسواق المحلية.
ومع ذلك، فإن الصادرات من البلدان الفقيرة لا تفيد الفقراء على الدوام. ما لم يكن المنتج يحمل علامة تجارية مجزية، أو ملصقًا من نظام آخر قوي ومستقل، فإن صادرات الأغذية قد تجعل تسيء من أوضاع الوضع السيء أصلًا. وستنتهي نسبة نسبة صغيرة جدًا مما يدفعه المستوردون في نهاية المطاف إلى أيدي عمال المزارع. غالبًا ما تكون الأجور  منخفضة جدًا وظروف العمل سيئة وأحيانًا خطيرة. في بعض الأحيان، يستهلك الغذاء الذي يزرع للتصدير الأرض التي كانت تستخدم لزراعة الأغذية للاستهلاك المحلي، وبالتالي يمكن للسكان المحليين الجوع.

### الطاقة المستخدمة في الإنتاج وكذلك النقل
يقول الباحثون إن التقييم البيئي الأكثر اكتمالًا للأغذية التي يشتريها المستهلكون يجب أن يأخذ في الاعتبار كيفية إنتاج الغذاء وما الطاقة المستخدمة في إنتاجه. أشارت دراسة حالة حديثة لقطاع شئون البيئة والغذاء والزراعة في المملكة المتحدة إلى أن الطماطم التي تزرع في إسبانيا ويتم نقلها إلى المملكة المتحدة قد يكون لها بصمة كربونية أقل من الطاقة من البيوت الزجاجية الساخنة في المملكة المتحدة.
ووفقًا للباحثين الألمان، فإن مفهوم ميل الغذاء يضر بالمستهلكين لأن حجم وحدات النقل والإنتاج لا يؤخذ بعين الاعتبار. باستخدام منهجية تقييم دورة الحياة (Life-cycle assessment -LCA) بالتوافق مع معايير ISO 14040، تم فحص سلاسل التوريد الكاملة التي توفر للمستهلكين الألمان الغذاء، مقارنة الطعام المحلي مع الغذاء من المصدر الأوروبي والعالمي. تقلل الزراعة واسعة النطاق تكاليف الوحدة المرتبطة بإنتاج الأغذية والنقل، مما يؤدي إلى زيادة الكفاءة وانخفاض استهلاك الطاقة لكل كيلوغرام من الأغذية بحسب وفورات الحجم. تظهر الأبحاث التي أجرتها جامعة جوستوس ليبيج جيسن أن عمليات إنتاج الطعام الصغيرة قد تتسبب في تأثير بيئي أكبر من العمليات الأكبر من حيث استخدام الطاقة لكل كيلوجرام، على الرغم من أن ميل الطعام أقل. وتبين دراسات الحالة التي أجريت على لحم الضأن ولحم البقر والنبيذ والتفاح وعصائر الفاكهة ولحم الخنزير أن مفهوم الأميال الغذائية بسيط للغاية بحيث لا يمكن تفسير جميع عوامل إنتاج الغذاء.
يدعي تقرير بحثي صادر عام 2006 من وحدة أبحاث الأعمال الزراعية والاقتصادية في جامعة لينكولن بنيوزيلندا عن ميل الغذاء من خلال مقارنة إجمالي الطاقة المستخدمة في إنتاج الأغذية في أوروبا ونيوزيلندا، مع الأخذ بعين الاعتبار الطاقة المستخدمة لشحن الأغذية إلى أوروبا للمستهلكين. ويذكر التقرير أن "نيوزيلندا لديها كفاءة إنتاجية أكبر في العديد من السلع الغذائية مقارنة بالمملكة المتحدة. فعلى سبيل المثال، تميل الزراعة النيوزيلندية إلى استخدام كميات أقل من الأسمدة (التي تتطلب كميات كبيرة من الطاقة لإنتاج وتسبب انبعاثات كبيرة من ثاني أكسيد الكربون) والحيوانات قادرة على رعي العام خارج الأكل عوضًا عن الكميات الكبيرة من الأعلاف المجمعة مثل المركزات. في حالة إنتاج اللحوم والألبان النيوزيلندية، تُعتبر نيوزيلاندا أكثر كفاءة في استخدام الطاقة، حتى بما في ذلك تكلفة النقل، مقارنة بالمملكة المتحدة، ضعف الكفاءة في حالة منتجات الألبان، وأربعة أضعاف الفعالية في حالة لحم الأغنام. في حالة التفاح، يكون النيوزيلندي أكثر كفاءة في استهلاك الطاقة على الرغم من أن الطاقة المتضمنة في العناصر الرأسمالية وبيانات المدخلات الأخرى غير متوفرة للمملكة المتحدة".
وقد اعترض باحثون آخرون على مطالبات من نيوزيلندا. قال البروفيسور غاريث إدواردز جونز إن الحجج «لصالح التفاح النيوزيلندي الذي يتم شحنه إلى المملكة المتحدة قد لا تكون صحيحة إلا على الأرجح أو لمدة شهرين تقريبًا في السنة، خلال يوليو وأغسطس، عندما تتضاعف بصمة الكربون للفواكه المزروعة محليًا؛ من المتاجر الشهيرة.»
دراسات الدكتور كريستوفر ويبر وآخرون. من البصمة الكربونية الإجمالية لإنتاج الأغذية في الولايات المتحدة أظهرت أن النقل ذو أهمية ثانوية، مقارنة بانبعاثات الكربون الناتجة عن إنتاج مبيدات الآفات والأسمدة، والوقود اللازم لمعدات تجهيز الأغذية والزراعة

## الإنتاج الحيواني كمصدر غازات البيت البلاستيكي للزراعات
تمثل حيوانات المزرعة ما بين 20 ٪ و 30 ٪ من انبعاثات غازات الاحتباس الحراري العالمية. ويشمل هذا الرقم تطهير الأرض لتغذية ورعي الحيوانات. إن تطهير الأرض من الأشجار، والزراعة، هي المحركات الرئيسية لانبعاثات الزراعة. إزالة الغابات تقضي على أحواض الكربون، مما يسرع عملية تغير المناخ. زراعة، بما في ذلك استخدام الأسمدة الاصطناعية، وإطلاق غازات الدفيئة مثل أكسيد النيتروز. الأسمدة النيتروجينية تطالب بشكل خاص بالوقود الأحفوري، حيث إن إنتاج طن منها يتطلب 1.5 طن من النفط.
وفي الوقت نفسه، من المعترف به بشكل متزايد أن اللحوم ومنتجات الألبان هي أكبر مصادر الانبعاثات المرتبطة بالغذاء. ويشكل استهلاك المملكة المتحدة من اللحوم ومنتجات الألبان (بما في ذلك الواردات) حوالي 8 في المائة من انبعاثات غازات الدفيئة الوطنية المتصلة بالاستهلاك.
ووفقًا لدراسة أجراها المهندسان كريستوفر ويبر وسكوت ماثيوز من جامعة كارنيجي ميلون، من بين جميع غازات الدفيئة المنبعثة من صناعة الأغذية، فإن 4٪ فقط تأتي من نقل المواد الغذائية من المنتجين إلى تجار التجزئة. وخلصت الدراسة أيضًا إلى أن اتباع نظام غذائي نباتي، حتى لو كان الغذاء النباتي ينقل عبر مسافات طويلة جدا، يفعل أكثر بكثير للحد من انبعاثات غازات الاحتباس الحراري، أكثر من تناول نظام غذائي مزروع محليا. كما خلصوا إلى أن "تحويل أقل من يوم واحد من السعرات الحرارية من اللحوم الحمراء ومنتجات الألبان إلى الدجاج والسمك والبيض أو النظام الغذائي القائم على الخضار يحقق المزيد من خفض غازات الدفيئة من شراء جميع المواد الغذائية من مصادر محلية". وبعبارة أخرى، فإن كمية استهلاك اللحوم الحمراء هي أكثر أهمية بكثير من ميل الغذاء.

## ميل الغذاء «محليًا»
هناك عنصر يتم تجاهله بشكل شائع هو الميل الأخير. على سبيل المثال، يمكن للغالون من البنزين نقل 5 كجم من اللحم على مسافة 60,000 ميل (97,000 كيلومتر) بالطريق (40 طن في 8 ميل / جالون) في النقل السائب، أو يمكنه نقل مستهلك واحد فقط 30 أو 40 ميلًا (64 كم) إلى شراء هذا اللحم. وبالتالي، يمكن أن يكون للأطعمة القادمة من مزرعة بعيدة والتي يتم نقلها بكميات كبيرة إلى مستهلك مخزن قريب، أثر أقل من الأطعمة التي يلتقطها المستهلك مباشرة من مزرعة تقع على مسافة قصيرة بالسيارة ولكن أبعد من المتجر. هذا يمكن أن يعني أن تسليم المواد الغذائية من قبل الشركات يمكن أن يؤدي إلى انخفاض انبعاثات الكربون أو استخدام الطاقة من ممارسات التسوق العادية. المسافات النسبية وطريقة النقل تجعل هذا الحساب معقدًا. على سبيل المثال، يمكن للمستهلكين تقليل بصمة الكربون بشكل ملحوظ في الميل الأخير عن طريق المشي أو ركوب الدراجات أو ركوب وسائل النقل العام. ويتمثل تأثير أخر في أن البضائع التي يتم نقلها بواسطة السفن الكبيرة لمسافات طويلة يمكن أن يكون لها انبعاثات كربونية أقل أو استخدام للطاقة أقل من نفس البضائع التي تسير بالشاحنات مسافة أقصر بكثير

### تحليل دورة الحياة، بدلًا من ميل الغذاء
يعتبر تحليل دورة الحياة، وهو أسلوب يجمع بين مجموعة واسعة من المعايير البيئية المختلفة بما في ذلك الانبعاثات والنفايات، طريقة أكثر شمولية لتقييم التأثير البيئي الحقيقي للأغذية التي نتناولها. تمثل هذه التقنية مدخلات الطاقة والمخرجات التي ينطوي عليها إنتاج الأغذية وتجهيزها وتعبئتها ونقلها. كما أنها عوامل في نضوب الموارد وتلوث الهواء وتلوث المياه وتوليد النفايات / النفايات الصلبة البلدية.
يقوم عدد من المنظمات بتطوير طرق لحساب تكلفة الكربون أو تأثير دورة حياة الغذاء والزراعة. بعضها أقوى من البعض الآخر، ولكن في الوقت الحالي، لا توجد طريقة سهلة لمعرفة أي منها تكون شاملة ومستقلة وموثوقة، وأيها مجرد تسويق الضجيج.
وحتى تحليل دورة الحياة الكاملة لا يفسر سوى الآثار البيئية لإنتاج واستهلاك الأغذية. ومع ذلك فهي واحدة من الركائز الثلاث المتفق عليها على نطاق واسع للتنمية المستدامة، وهي البيئية والاجتماعية والاقتصادية.